# Boris Sovič
Boris Sovič, slovenski inženir, poslovnež, politik in diplomat, * 30. oktober 1956, Maribor

## Življenjepis
Boris Sovič je bil rojen 30. oktobra 1956 v Mariboru. Oče Janez (Ivan) Sovič je bil rojen v Mislinji pri Slovenj Gradcu, mama Zofija (rojena Pak) pa v Lastomercih pri Gornji Radgoni.
Osnovno šolo Bojana Ilicha v Mariboru je končal leta 1971, leta 1975 pa Tehniško elektro, strojno in tekstilno šolo v Mariboru. Leta 1980 je diplomiral na Visoki tehniški šoli Univerze v Mariboru na smeri elektrotehnika, energetika. Naslov njegove diplomske naloge je bil Računalniško projektiranje razsvetljave poljubne oblike polja vrednotenja.
Leta 1981 je končal šolo za rezervne vojaške častnike tehniške službe kopenske vojske v Zagrebu. Po odsluženem vojaškem roku v Ljubljani je bil razporejen v Teritorialno obrambo v Mariboru. Ima vojaški čin stotnika.
Leta 2009 je končal magistrski študij na Fakulteti za elektrotehniko, računalništvo in informatiko Univerze v Mariboru. Naslov njegove magistrske naloge je bil Optimizacija oskrbe z obnovljivimi viri energije.

## Družina
S soprogo Ano imata tri otroke, sina Simona ter hčerki Nives in Ireno. Stalno prebivališče imajo v Mariboru.  

## Poslovno delovanje

### Projektiranje
Poklicno pot je leta 1980 začel v Elektrokovini v Mariboru, kjer se je zaposlil kot samostojni projektant in komercialno tehnični svetovalec na področju električne razsvetljave. 

### Vodenje gospodarske družbe
Leta 1986 je bil imenovan za člana poslovodnega odbora SOZD Elektrokovina in direktorja področja elektro opreme in elektronike. Dolžnost je opravljal do konca avgusta 1990.
Nadzorni svet ga je leta 2012 imenoval za predsednika uprave delniške družbe Elektro Maribor, podjetja za distribucijo električne energije, d.d. Novembra 2021 so Soviča zaradi poslovnih razlogov odstavili iz položaja predsednika uprave podjetja.

### Organ nadzora
Bil je član in predsednik nadzornih svetov v družbah Elektro Slovenija (ELES) in EGS Razvoj in inženiring, ter predsednik Nadzornega sveta Javnega medobčinskega stanovanjskega sklada Maribor. Funkcijo nadzora in skupščine opravlja v družbah Energija plus in OVEN Elektro Maribor.
Od leta 2015 do leta 2019 je bil član Skupščine Gospodarske zbornice Slovenije. Leta 2017 je za dve leti prevzel vodenje gospodarskega interesnega združenja distribucije električne energije Slovenije.

## Družbeno delovanje

### Lokalna samouprava in državna uprava
Na prvih demokratičnih volitvah leta je bil 1990 izvoljen za delegata družbenopolitičnega zbora Skupščine občine Maribor in imenovan za poklicnega podpredsednika skupščine. Vodil je priprave na plebiscit o samostojnosti Slovenije leta 1990 v Mariboru in bil aktiven udeleženec pekrskih dogodkov in slovenske osamosvojitvene vojne.
Leta 1993 ga je Vlada Republike Slovenije imenovala za prvega državnega sekretarja za energetiko v Ministrstvu za gospodarske dejavnosti. Vodil je izdelavo Strategije učinkovite rabe in oskrbe Slovenije z energijo. Vodil je slovensko pogajalsko skupino (1992-1994) in v imenu Republike Slovenije podpisal Pogodbo o energetski listini (1994).
Na vokalnih volitvah je bil leta 1998 prvič in leta 2002 drugič izvoljen za župana Mestne občine Maribor. Izvoljen je bil za predsednika Skupnosti občin Slovenije. 
Na lokalnih volitvah je bil leta 2022 izvoljen za člana sveta Mestne četrti Koroška vrata in imenovan za podpredsednika sveta.

### Državni zbor
Leta 1996 je bil izvoljen v drugi Državni zbor Republike Slovenije. Bil je predsednik odbora za znanost in tehnologijo ter član odbora za mednarodne odnose, odbora za gospodarstvo in komisije za evropske zadeve. Na državnozborskih volitvah leta 2011 je kandidiral na listi SD.

### Evropska unija
Imenovan je bil za člana Odbora regij Evropske unije. 
Bil je prvi vodja slovenske delegacije v Odboru regij in podpredsednik Odbora regij Evropske unije.

## Diplomatska dejavnost
Na predlog Vlade ga je Predsednik Republike Slovenije leta 2007 imenoval za izrednega in opolnomočenega veleposlanika Republike Slovenije v Državi Izrael. Mandat je zaključil konec septembra 2011.
Oktobra 2011 je bil imenovan za poslovodečega Direktorata za gospodarsko diplomacijo Ministrstva za zunanje zadeve Republike Slovenije. Dolžnost je opravljal do marca 2012.

## Politično delovanje
Na Tehniški elektro, strojni in tekstilni šoli v Mariboru je bil izvoljen za predsednika Dijaške skupnosti. V času študija na Univerzi v Mariboru je bil leta 1976 izvoljen za predsednika študentske organizacije, leta 1977 pa je postal prorektor študent Univerze v Mariboru.  
Kot član Socialnih demokratov in njenih predhodnic je bil sekretar konference ZKS na Univerzi v Mariboru, predsednik mestne in območne organizacije Združene liste socialnih demokratov in Socialnih demokratov v Mariboru ter predsednik konference ZLSD Slovenije. Bil je član predsedstva združenja socialnih demokratov držav alpskega loka in podpredsednik skupine socialistov v Odboru regij Evropske unije v Bruslju. 

## Društvene dejavnosti
Bil je predsednik Jugoslovanskega društva za razsvetljavo in član izvršnega odbora CiE (Commission Internationale de l'Eclairage)(1989-1991).
Boris Sovič je član Zveze združenj borcev za vrednote NOB, Veteranskega društva Sever, Zveze veteranov vojne za Slovenijo in Zveze slovenskih častnikov. Je soustanovitelj Evropske hiše v Mariboru. 
Od leta 2016 je predsednik Sekcije za energetiko Slovenskega združenja za kakovost in odličnost.

## Priznanja
Je častni član Območnega združenja veteranov vojne za Slovenijo Maribor, dobitnik zlate plakete Zveze združenj borcev in udeležencev NOB Slovenije, dobitnik plakete Rdečega križa Maribora, častni občan občine Kraljevo (Srbija) in edini študent, dobitnik zlate plakete Univerze v Mariboru.